# Timmy the Turtle
Timmy the Turtle è un singolo 7" pubblicato dalla punk rock band NOFX nel 1999. La title track è tratta dalle sessioni di registrazione dell'album So Long and Thanks for All the Shoes ma non è stata registrata su di esso; sia questa canzone che "The Plan" sono state inserite nella raccolta 45 or 46 Songs That Weren't Good Enough to Go on Our Other Records.

## Tracce
1. Timmy the Turtle
2. The Plan

## Formazione
- Fat Mike - basso e voce
- El Hefe - chitarra e voce
- Eric Melvin - chitarra
- Erik Sandin - batteria